# Gofio

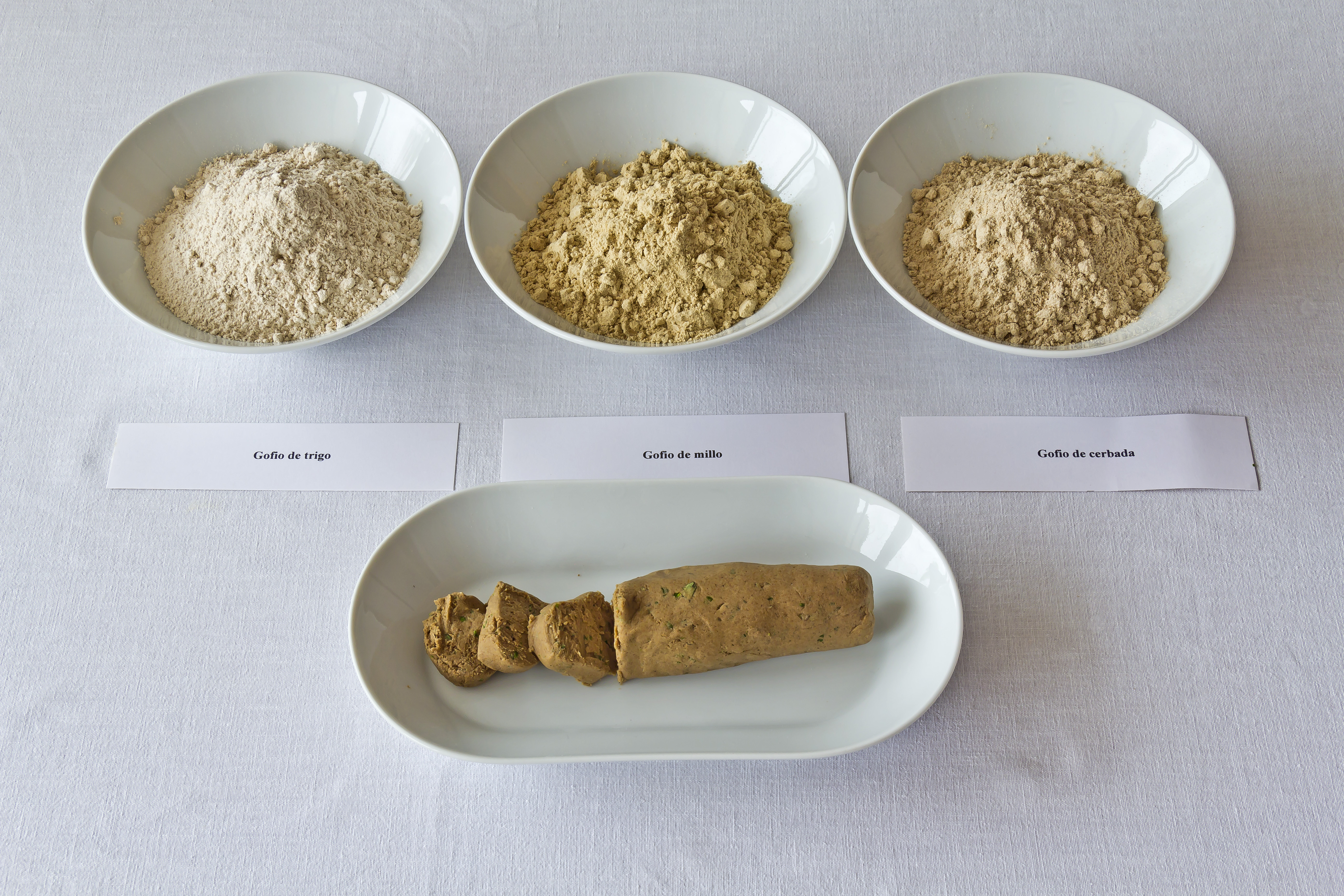
Gofio de trigo (izda), gofio de millo (centro), gofio de cebada (dcha), y pella de gofio

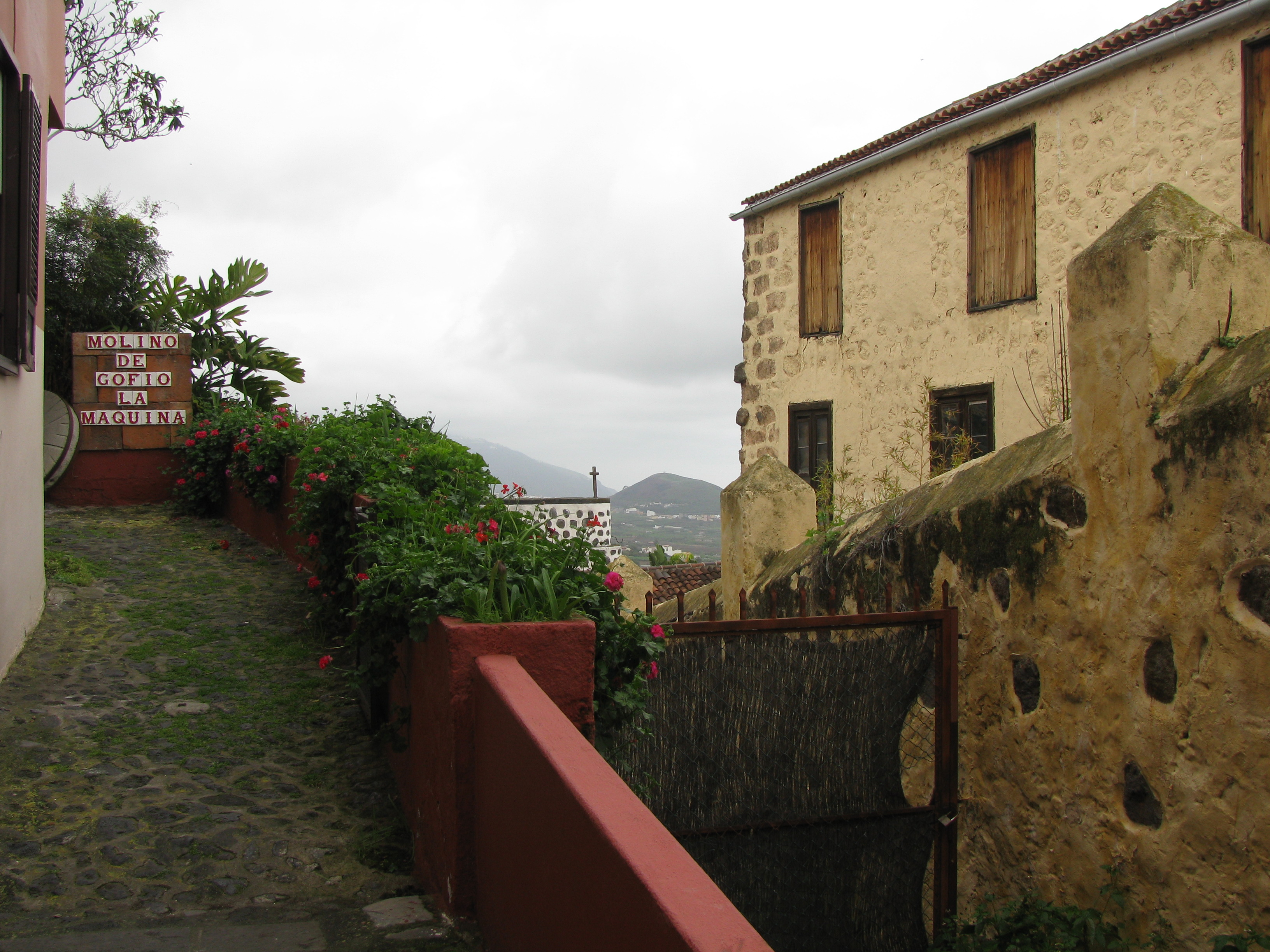
Molino de gofio en La Orotava, Canarias.

El gofio (en tamazight insular: gofô/gŭfūw, o  gofyo/gufyu, palabra masculina que significa 'montón') es un alimento conformado por una harina no cernida de cereales tostados, generalmente de trigo o maíz, usada en diferentes preparaciones alimenticias.
Es parecido a la harina blanca pero con un tono más oscuro o amarillento, dependiendo esto de su composición exacta y del grado al que haya sido tostado. El gofio es original de las Islas Canarias, creado por sus primeros habitantes, los aborígenes canarios. 
En las Islas Canarias, se tiene constancia de que el gofio era consumido desde tiempos prehispánicos por los pueblos indígenas de origen bereber, comúnmente conocidos como guanches, asentados en el archipiélago. Actualmente constituye el alimento más tradicional del archipiélago canario, siendo un elemento central de la gastronomía canaria y un referente de su identidad. Asimismo, la indicación geográfica protegida "Gofio canario" está reconocida por la Comisión Europea desde el 10 de febrero de 2014.

## Historia

### En las Islas Canarias

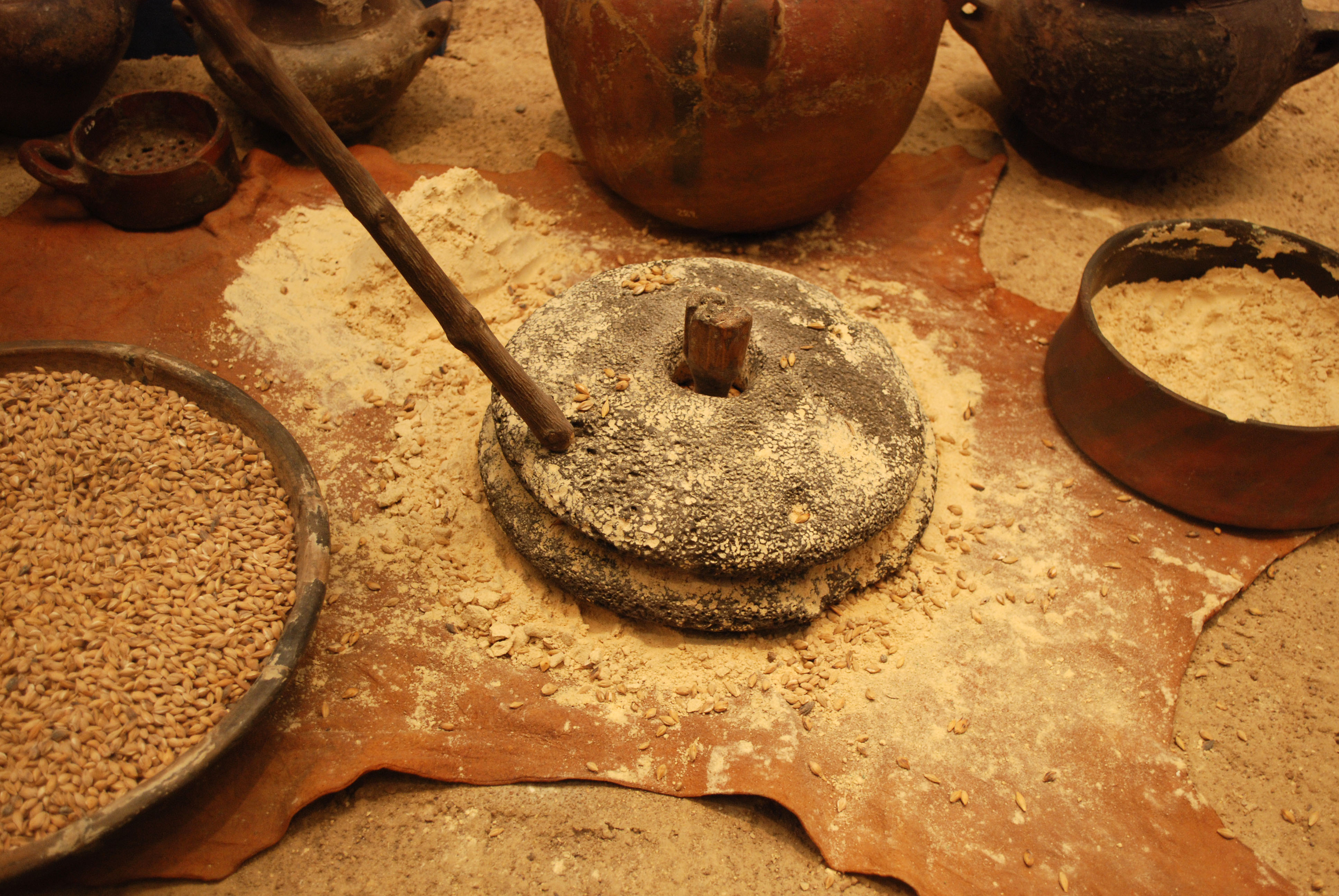
Elaboración del gofio en molino de piedra manual.

Se trata de un alimento prehispánico, de origen bereber, consumido por los indígenas canarios como parte fundamental de su dieta. En Tenerife se le denominaba ahoren, pero era en las islas de Lanzarote y Gran Canaria donde se utilizaba la palabra que se conserva hasta nuestros días.
Los antiguos canarios elaboraban distintos tipos de gofio, utilizando cebada, trigo, lentejas e incluso rizomas de helecho. Posteriormente se incorporaron nuevos ingredientes, como el centeno y el millo (procedente de América).
El gofio es una harina hecha a base de cereales tostados y molidos, especialmente trigo y millo (maíz). Debido a su alto poder nutritivo se convirtió en el alimento básico de los aborígenes canarios y fue fundamental para paliar las épocas de hambrunas que sufrió el archipiélago en periodos sucesivos.
En épocas de pobreza y carestía, como durante la guerra civil española, fue, por su gran aporte calórico, base del sustento del pueblo canario. En los barcos de emigrantes clandestinos que salían de Canarias hacia América, la provisión indispensable era el gofio, ya que podía conservarse durante mucho tiempo en buenas condiciones si se lo disponía al abrigo de la humedad.

### En Cuba, Puerto Rico y Uruguay
En Cuba, Puerto Rico y Uruguay llegó el gofio con los inmigrantes canarios. Hoy en día aún se elabora igual que en las islas Canarias, pero en el primero se consume como una bebida; mientras que; en los dos últimos es un dulce típico.

## Elaboración

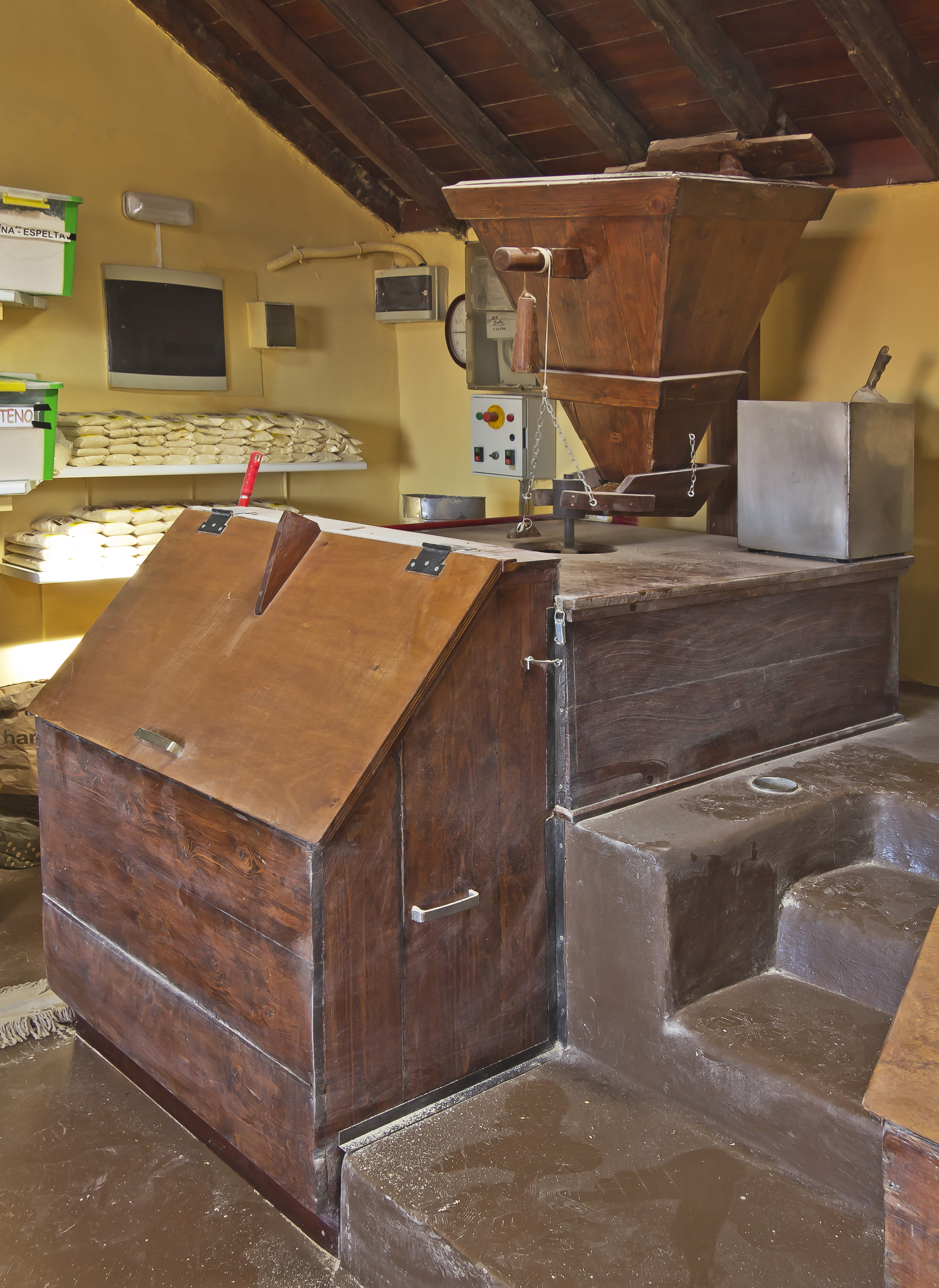
Molino de gofio Don Chano (La Orotava, Tenerife, España)

Tradicionalmente, el trigo o el millo (maíz) eran tostados en un instrumento llamado "tostador". Este consistía en un recipiente metálico donde se colocaba el grano y se removía con un palo para que se tostara de forma uniforme sin quemarse. Luego el grano tostado solía molerse en molinos manuales de piedra y en molinillos de hierro, pero actualmente el proceso suele estar tecnificado. A continuación se detallan las etapas del proceso industrial de preparación del gofio.

### Limpieza del grano
Antes de ser molido, el cereal debe de ser limpiado de todos los restos orgánicos e inorgánicos con los que suele estar mezclado (granos partidos, restos vegetales, otros residuos). Para ello se utilizan limpiadoras, cuyo principio básico es el tamizado. En algunas limpiadoras se usa aire a presión para facilitar el tamizado, mientras que en otras se ejerce una acción de aspiración que sustrae todos los elementos más ligeros que el grano.

### Tostado del cereal
Actualmente, el grano se tuesta en tostadoras que emplean gasoil como combustible. En su interior se alcanzan temperaturas de más de 150 °C, a veces incluso 200 °C, lo que tiene como resultado adicional de eliminar todos los microorganismos presentes en el cereal.
El tostado del grano es lo que caracteriza al gofio respecto al resto de las harinas. Gracias a este proceso se facilita la digestibilidad del alimento, además de conseguirse sus propiedades organolépticas.

### Enfriamiento del cereal
Una vez tostado, el cereal debe enfriarse antes de poder ser molido. Tradicionalmente, el enfriado se realizaba a temperatura ambiente dentro de sacos o de "cajas de enfriamiento", donde el cereal era conservado durante un día. En la actualidad, los molinos más modernos enfrían el grano utilizando ventilación forzada o tornillos de Arquímedes, con lo que se reduce el tiempo necesario para esta etapa.

### Molturación
A diferencia de otros productos de cereales molidos para los que se usan rodillos u otros elementos más modernos, la molturación del gofio debe realizarse en molinos que funcionan gracias a la fricción de piedras colocadas en sentido horizontal. Antiguamente se empleaban piedras de basalto de origen canario, luego piedras artificiales de origen catalán o alicantino, y actualmente se usan piedras artificiales generalmente de origen alemán.

### Almacenamiento y envasado
El gofio recién molido solía ser recogido en sacos de tela, que se colocaban en cajas de madera hasta su venta a granel. En los molinos actuales que siguen vendiendo gofio a granel, este se recoge en recipientes de acero inoxidable, donde permanece hasta su venta o envasado. En otros molinos, el gofio se transporta mediante un tornillo de Arquímedes o por aire a presión hacia depósitos, a partir de los cuales se realizará el envasado, generalmente en bolsas de plástico. Sólo en los molinos que venden gofio a granel se utilizan cartuchos de papel para envasarlo.

## Consumo

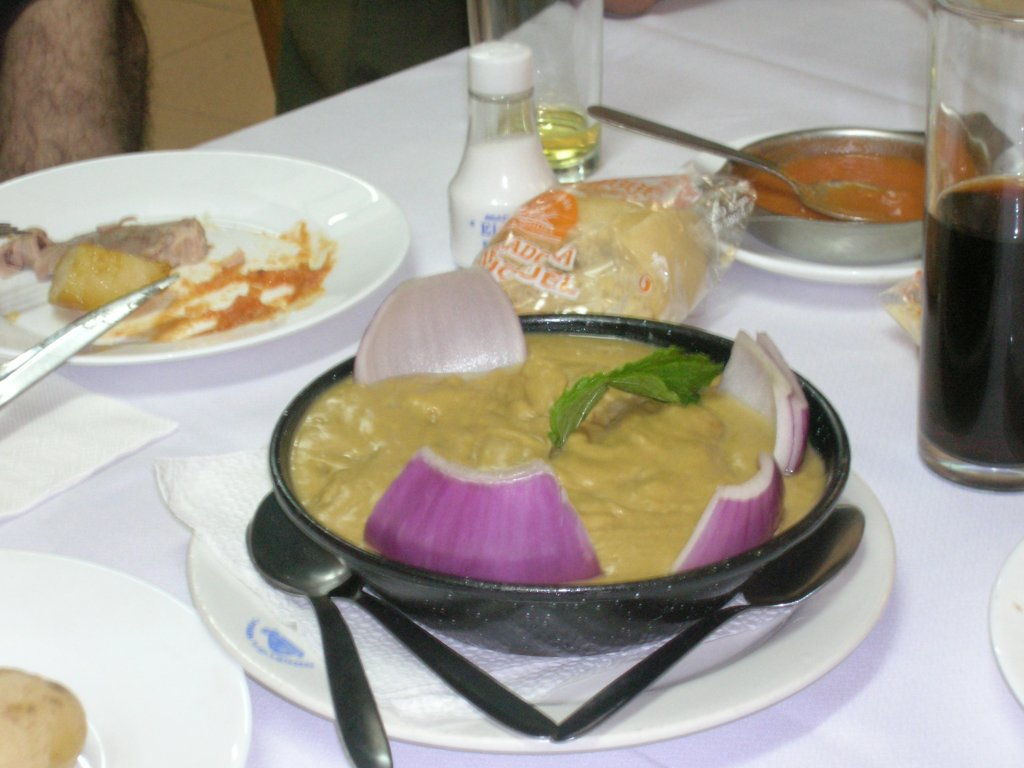
Plato de gofio escaldado

La forma de consumirlo ha variado mucho desde la antigüedad. En la época anterior a la conquista, los antiguos pobladores de las Islas Canarias consumían este alimento amasándolo con agua y sal en su forma más básica o utilizando frutos secos. Se solía utilizar un zurrón para amasar, contener y transportar el gofio preparado.
Actualmente se consume de igual manera, aunque también ha intervenido la cocina moderna para preparar diversos postres como helados o mousses de gofio. Se suele mezclar también con plátano. La forma más común de tomarlo es con leche o en el potaje, aunque también es bastante común utilizarlo amasado como acompañamiento de las comidas (formando pellas o pelotas y cumpliendo la función del pan) o escaldado (se aprovecha el caldo del potaje para escaldarlo y consumirlo con verduras o solo).
En Colombia se conoce como "cofio" y se consume con azúcar como un dulce, suele empacarse en pequeños conos de papel y generalmente es de maíz o arroz tostado y luego molido.
En Chile se conoce como "harina tostada" suele consumir tradicionalmente con azúcar y agua caliente para espesarlo. En zonas rurales se suele consumir también con chicha, una bebida fermentada tradicional del país. En temporada veraniega, a veces se consume mezclado con melón o sandía.
En Nicaragua generalmente es una galleta no muy sólida, en forma de rombo, hecho de maíz tostado, molido, endulzado con rapadura y puede llevar jengibre o no.  Generalmente se acostumbra como golosina durante las fiestas de la Purísima o de la Inmaculada el 8 de diciembre, o en Navidad.
En República Dominicana, es costumbre durante el consumo del gofio, pronunciar la frase "gofio fiao'" al mismo tiempo que se evita que el cereal se esparza fuera. En Puerto Rico se acostumbra comer en forma de polvo, sea de trigo o maíz quemado y molido, casi siempre con azúcar y envuelto en pequeños conos de papel y es considerado un dulce típico.
En Uruguay se consume habitualmente espolvoreado sobre leche caliente, tomándolo a cucharadas, y también en polvo mezclado con azúcar. Hay un dicho popular incorporado por los inmigrantes canarios en Uruguay, que dice: "es más difícil que chiflar y comer gofio". En Perú se come solo o mezclado con azúcar o queso en trozos o picado, también en papillas. En Chile actualmente solo se hace de trigo y se llama harina tostada y tiene un amplio uso culinario. En Argentina recibe este nombre la harina de trigo tostado, que se consume de forma parecida. En la provincia de San Juan se le dice cocho y en Mendoza y la Patagonia, ñaco, por influencia chilena.
En Venezuela se acostumbra prepararlo con leche, endulzado con azúcar o piloncillo (papelón) y condimentado con canela en polvo, ya sea caliente (como atol) o simplemente como una bebida fría.